# Babij Jar
Babij Jar (ukrainsk: Бабин Яр) er en slugt i den nordvestlige udkant af Kyiv i Ukraine. Slugten er først omtalt i skriftlige kilder i 1401, da den blev solgt af den baba (= bedstemor, gamle kone) som betjente køkkenet i dominikanerklosteret.
Ved Nazi-Tysklands invasion af Ukraine i 1941 skete der flere massakrer i Babij Jar-slugten. Man regner med at 100.000-150.000 mennesker blev henrettet her. Ofrene var sovjetiske krigsfanger, kommunister, romaer, ukrainske nationalister og civile gidsler. Ud over jødene blev omkring tre millioner dræbt i Ukraine under nazisternes udrensninger.

## Septembermassakren under Jeckeln
Mest kendt er massakren 29. og 30. september 1941, hvor 33.771  ukrainske jøder blev skudt. Denne massakre blev udført af den 6. armé under generalfeltmarskal Walter von Reichenaus kommando. 28. september fik Wehrmacht trykt og ophængt bekendtgørelser om, at alle Kyivs jøder skulle møde op i et bestemt vejkryds i det vestlige Kyiv dagen efter, med legitimation og værdisager. De fleste, der var tilbage i byen, adlød. Folk samlede sig før daggry, ældre kvinder med løg hængende rundt halsen, proviant til rejsen. Det var Yom Kippur den følgende dag. Ved opmødestedet fik venner og naboer, der havde fulgt dem på vej, besked om at gå hjem. Derfra gik jøderne indenfor en afspærring, bestående af tyske politimænd og hunde frem til en slugt, hvor den tyske hær havde sørget for grøfter til masseskydning. Med hjælp fra lokale mænd skød de 33.761 mennesker. Nogle jødinder blev først taget til side og voldtaget. Jeckeln havde udviklet, hvad han kaldte sin "sardin-metode," hvor folk blev tvunget til at lægge sig på række i en grøft, inden de blev skudt. Næste gruppe blev derefter tvunget til at lægge sig direkte ovenpå dette lag af døde. Når en grøft var fyldt, trampede en tysker over ligbunken, på udkig efter bevægelser, og skød med sin pistol ved tegn til liv. Jeckeln havde personligt udviklet denne form for samlebåndsdrab, der muliggjorde mord på mere end 10.000 mennesker på en dag. Efter Babij Jar-massakren inviterede han ordenspolitimændene, der havde bistået ham i forberedelserne, til et drikkegilde. Mange ældre jøder havde ikke klaret at møde frem. Efter at familie og venner var myrdet, sad de alene tilbage i deres hjem. Nogle blev efterfølgende dræbt af naboer, indtil nylig deres sovjetiske medborgere, som nu overtog deres ejendele. Den desperate boligmangel havde skabt en enorm efterspørgsel efter tomme lejligheder.

### Webkilder
- "Babi Yar – Mass Murder in Kiev". Holocaust Research Project. Holocaust Education & Archive Research Team. Hentet 29. september 2016.
- "A Survivor of the Babi Yar Massacre (Dina Pronitjevas vittnesbörd)". Heritage: Civilization and the Jews. Public Broadcasting Service. Arkiveret fra originalen 14. marts 2008. Hentet 29. september 2016.

### Trykte kilder
- Welzer, Harald (2007). Gärningsmän: hur helt vanliga människor blir massmördare. Göteborg: Daidalos. ISBN 978-91-7173-265-1.
- Wette, Wolfram (2005). Die Wehrmacht. Feindbilder, Vernichtungskrieg, Legenden. Frankfurt am Main: Fischer-Taschenbuch-Verlag. ISBN 3-596-15645-9.